# Aurelio Galfetti

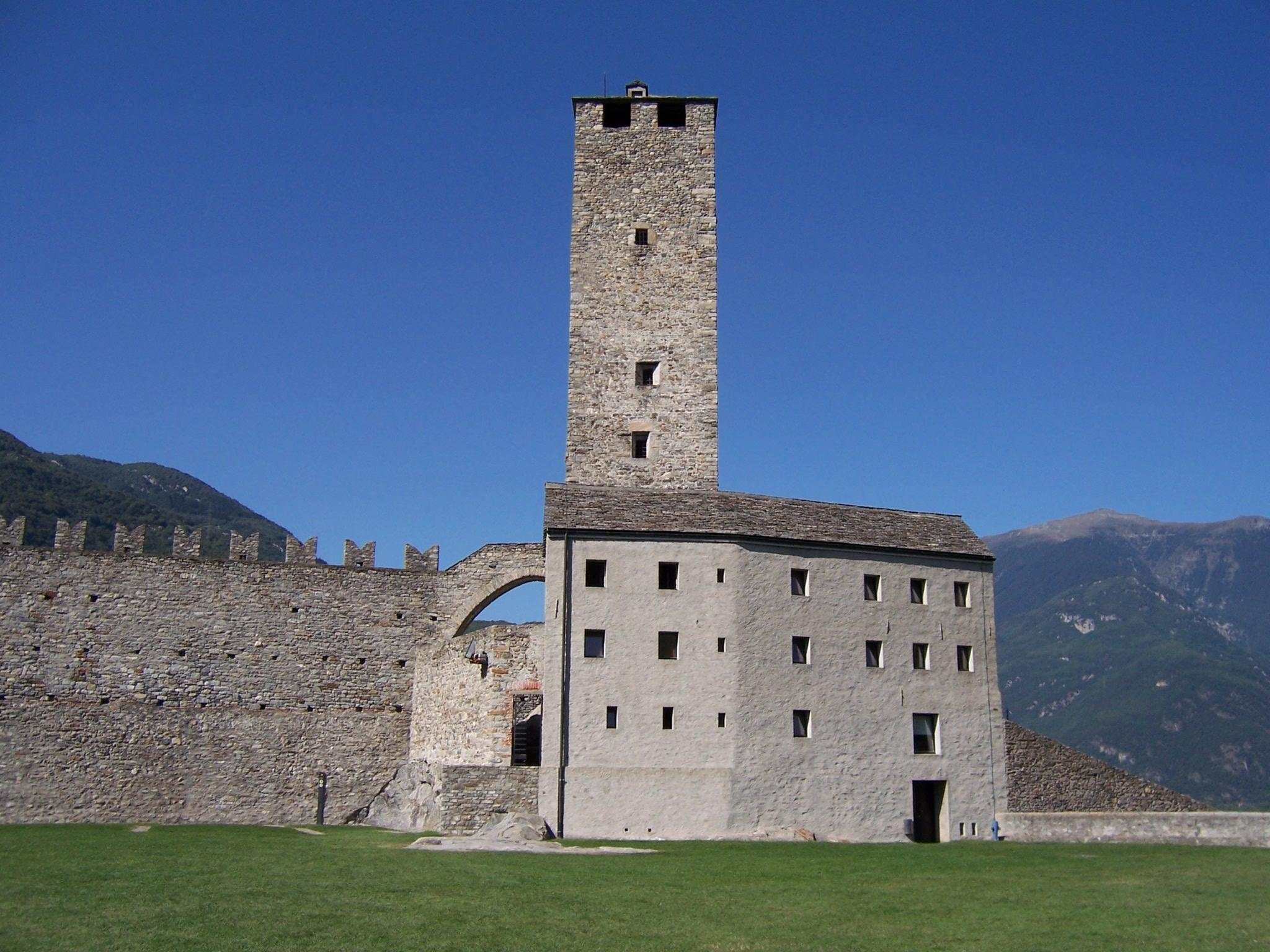
Castelgrande, Bellinzona

Aurelio Galfetti (Lugano, 2 de abril de 1936 - Bellinzona, 5 de diciembre de 2021) fue un arquitecto suizo. 

## Carrera
Junto a Mario Botta, Luigi Snozzi y Livio Vacchini, era uno de los más destacados arquitectos del siglo XX en el Cantón del Tesino. 
Una de sus obras más relevantes fue la renovación del castillo de Castelgrande en Bellinzona.

## Familia
La hermana de Aurelio Galfetti, Luisangela, se casó con el pintor español Xavier Valls. Su sobrino Manuel Carlos Valls Galfetti asumió el puesto de primer ministro de Francia (abril de 2014).

## Obra
- Casa Rotalinti, 1961, Bellinzona
- Kindergarten en Biasca, 1963-64, Biasca
- Kindergarten, 1966, 1969-70, Lugano
- Baños Públicos, 1967-70, Bellinzona
- Kindergarten, 1969-71, Bedano
- Centro escolar, 1972, Riva San Vitale
- Escuela, 1972-75, Ascona
- Oficina de correos, 1981-85, Bellinzona
- Casa Al Portone, 1984-85, Bellinzona
- Canchas de tenis, 1985-86, Bellinzona
- Edificio Leonardo, 1986, Lugano
- Casas Bianco e Nero, 1986, Bellinzona
- Casa Ferreti, 1988, Gravesano
- Restauración de Castelgrande, 1983-89, Bellinzona
- Médiathèque, 1989-90, Chambéry
- Aula polivalente, Universidad de la Suiza Italiana (USI), 1999-2002, Lugano
- Net Center, 2006, Padova
- Riqualificazione di Piazza Indipendenza, San Donà di Piave, Italia (2011-2012)